# كاكدلا
كاكدلا هي بلدة في مقاطعة جيراقجي في ولاية قشقداريا في أوزبكستان.